# Хиттман, Элиза
Элиза Хиттман (англ. Eliza Hittman, род. 1979, Нью-Йорк, США) — американский кинорежиссёр, сценарист, монтажёр, художник-постановщик и продюсер.

## Биография
Элиза Хиттман родилась и выросла в Флэтбуше, Бруклин. Её отец — антрополог, мать — социальный работник, которая создала и курировала курсы арт-терапии в амбулаторной психиатрической клинике. Иногда мать приносила домой рисунки тех, кто совершил самоубийство, что, как считает Хиттман, повлияло на неё.
Подростком Хиттман посещала среднюю школу имени Эдварда Марроу в Бруклине, где она была заядлым театралом. В 2001 году будущий режиссёр окончила Университет Индианы со степенью бакалавра в области театра и драмы, а позже продолжила изучать искусство и кино в Калифорнийском институте искусств.
В 2008 году Хиттман сняла дебютную короткометражную картину «A Lumiere», представляющий собой минутный фильм, в котором мальчик стирает рисунок в галерее. «Trickster», её следующий короткометражный фильм, снятый в 2009 году, рассказывает о мальчике, который убивает животное в резервации в Северной Неваде и пытается скрыть факт данного преступления. Хиттман в интервью 2011 года сказала, что это один из любимых фильмов, сделанных ею, потому что он снимался в Неваде, где Хиттман, когда была маленькой, проводила лето с отцом-антропологом.
В 2010 году Хиттман сняла десятиминутный короткометражный фильм «Second Cousins Once Removed» о семейном отдыхе. Премьера состоялась на фестивале в Оберхаузене.
Её короткометражный фильм «Вечность начнётся сегодня» о русских подростках в Бруклине был впервые представлен на кинофестивале «Сандэнс» в 2011 году и вошёл в список сайта «IndieWire» «The Best of the Best».
Первый полнометражный фильм Хиттман — «Похоже на любовь». Его премьера состоялась на кинофестивале «Сандэнс» в 2013 году. Картина получила положительные отзывы. Так, на сайте Rotten Tomatoes у фильма 84 % положительных отзывов на основе 25-ти рецензий. Тогда же (в 2013 году) она была названа одной из 25-ти новых представителей независимого кино по мнению журнала «Filmmaker».
Второй полнометражный фильм Элизы Хиттман, «Пляжные крысы», был отобран для лаборатории сценаристов «Сандэнс» 2015 года. Его мировая премьера состоялась на «Сандэнс» в 2017 году.
В 2018 году она сняла два эпизода сериала «13 причин почему» («Улыбка в конце причала» и «Меловая машина»), а также две серии для «Кайфа с доставкой», выпускаемого HBO.
Её третий полнометражный фильм «Никогда, редко, иногда, всегда» рассказывает о молодой девушке из Пенсильвании, которая едет в Нью-Йорк, чтобы сделать аборт. Премьера картины состоялась на кинофестивале «Сандэнс» в 2020 году, где он получил награду U.S. Dramatic Special Jury Award: Neo-Realism. Фильм также был номинирован на «Золотого медведя» на 70-м Берлинском международном кинофестивале и получил премию «Серебряный медведь», являющуюся второй по значимости на Берлинале.

## Фильмография
Режиссёр
- A Lumiere (2008) — короткометражный фильм.
- Trickster (2009) — короткометражный фильм.
- Second Cousins Once Removed (2010) — короткометражный фильм.
- Вечность начнётся сегодня (Forever’s Gonna Start Tonight) (2011) — короткометражный фильм.
- Похоже на любовь (It Felt Like Love) (2013) — полнометражный фильм.
- Кайф с доставкой (High Maintenance), 2 эпизода (2016—…) — сериал.
- Пляжные крысы (Beach Rats) (2017) — полнометражный фильм.
- 13 причин почему (13 Reasons Why), 2 эпизода (2018) — сериал.
- Никогда, редко, иногда, всегда (Never Rarely Sometimes Always) (2020) — полнометражный фильм.